# 독일의 도시 목록
다음은 2024년 1월 1일 기준 독일의 2,056개 도시와 마을의 전체 목록이다. 독일에서는 마을(town)과 도시(city)의 구분이 없다. 슈타트(Stadt)는 슈타트라는 명칭을 사용할 권리를 부여받은 독립적인 자치단체(게마인데 문서 참고)이다. 이와는 대조적으로, 슈타트라는 명칭을 사용하지 않아 여기에 포함되지 않는 일반적으로 규모가 작은 독일 자치단체는 보통 게마인덴(Gemeinden)이라고 불린다. 역사적으로 슈타트라는 명칭은 도시의 특권과 연관되었지만, 오늘날에는 단순한 명예 칭호이다. 슈타트라는 명칭은 해당 주 정부가 자치단체에 부여할 수 있으며, 일반적으로 역사적으로 도시권을 보유했거나 최근에 상당한 규모와 중요성을 획득한 자치단체에 부여된다. 인구 10만 명 이상의 도시는 그로스슈타트(Großstadt)라고 불리는데, 이는 통계적으로 "도시"로 번역되기도 하지만 행정적 지위에는 영향을 미치지 않는다. 이 목록에서는 도시와 마을의 이름만 나와 있다. 더 자세한 내용이 포함된 제한적인 목록은 다음을 참조할 것.
- 독일의 인구순 도시 목록
- 독일의 대도시 지역

독일 주에 있는 도시와 마을의 수:
- 바이에른주: 317개 도시와 마을
- 바덴뷔르템베르크주: 316개 도시와 마을
- 노르트라인베스트팔렌주: 272개 도시와 마을
- 헤센주: 191개 도시와 마을
- 작센주: 169개 도시와 마을
- 니더작센주: 159개 도시와 마을
- 라인란트팔츠주: 130개 도시와 마을
- 튀링겐주: 117개 도시와 마을
- 브란덴부르크주: 113개 도시와 마을
- 작센안할트주: 104개 도시와 마을
- 메클렌부르크포어포메른주: 84개 도시와 마을
- 슐레스비히홀슈타인주: 63개 도시와 마을
- 자를란트주: 17개 도시와 마을
- 브레멘주: 2개 도시
- 베를린: 1개 도시
- 함부르크: 1개 도시